# Civita di Bagnoregio
Civita di Bagnoregio je mesto v pokrajini Viterbo v osrednji Italiji, 1 km vzhodno od občine Bagnoregio. Od Rima je približno 120 kilometrov (75 milj). Edini dostop je brv iz bližnjega mesta, cestnina je bila uvedena leta 2013.  Zaradi cestnine so bili v Civiti in bližnjem Bagnoregiu ukinjeni komunalni davki. Civita je ena najlepših vasi v Italiji, znana tudi kot umirajoče mesto.

## Posebnost
Civita leži v dolini Valle dei Calanchi, regiji zahodno od Bolsenskega jezera in vzhodno od doline reke Tibere, v občini Bagnoregio. Sestavljena je iz dveh glavnih dolin: Fossato del Rio Torbido in Fossato del Rio Chiaro. Prvotno je bilo do teh krajev lažje priti, čeznje pa je vodila starodavna cesta, ki je dolino reke Tibere povezovala z Bolsenskim jezerom.
Morfologijo te regije so povzročili erozija in plazovi. Ozemlje je sestavljeno iz dveh različnih formacij kamnin, ki se po kronologiji in strukturi razlikujeta. Najstarejša tvorba je glina; nastala je v morju in tvori osnovno plast, ki je še posebej izpostavljena eroziji. Zgornje plasti so sestavljene iz tufa in lave. Hitra erozija je posledica vodotokov, atmosferskih dejavnikov in tudi krčenja gozdov.
Civita, kraj v katerem živi samo 16 ljudi, stoji na osamljenem vrhu, do njega se lahko pride le preko armiranobetonske brvi za pešce, zgrajene leta 1995. Zaradi potrebe prebivalcev in delavcev je občina  Bagnoregio izdala sklep, da lahko prebivalci brv ob določenem času prečkajo s kolesom ali z motorjem. Razlog za izolacijo je postopna erozija hriba in padanje materiala v bližnje doline; ta postopek še poteka in obstaja nevarnost, da bi vas sčasoma lahko izginila. Zato je Civita znan tudi kot Umirajoče mesto.

## Zgodovina
Civita di Bagnoregio so pred več kot 2500 leti ustanovili Etruščani. Včasih je bilo pet mestnih vrat za dostop do starodavnega mesta Civita, danes pa so Porta Santa Maria (znana tudi kot Porta Cava) glavna vrata mesta. V mesto je možno vstopiti iz doline po predoru vklesanem v skalo.
Razporeditev celotnega mesta je etruščanskega izvora, in temelji na pravokotnem uličnem sistemu cardo in decumanus po etruščanski in rimski rabi, celotna arhitekturna obloga pa je srednjeveškega in renesančnega izvora.
V Civiti obstajajo številni sledovi etruščanske civilizacije, zlasti na območju San Francesco Vecchio: v pečinah na območju pod Belvedere di San Francesco Vecchio so našli majhne etruščanske nekropole. Jama svetega Bonaventure (kjer naj bi sveti Frančišek ozdravil malega Giovannija Fidanza, ki je kasneje postal sveti Bonaventura) je tudi etruščanska komorna grobnica.
Etruščani so iz Civite (katere prvotno ime ni znano) naredili cvetoče mesto, zahvaljujoč strateškemu položaju, ugodnemu za trgovino in bližini najpomembnejših komunikacijskih poti tistega časa.
Številne sledi etruščanskega obdobja so še vedno prisotne: tako imenovani Bucaione je na primer globok rov, ki gre skozi najnižji del mesta in omogoča dostop do doline neposredno iz mesta.
V preteklosti so bile vidne številne komorne grobnice. Izkopali so jih ob vznožju pečine in bližnjih tufastih stenah, skozi stoletja pa jih je uničilo več skalnih podorov. Dejansko so se morali Etruščani soočiti s težavami potresne aktivnosti in nestabilnosti, kot je bil potres leta 280 pr. n. št.
Ko so leta 265 pr. n. št. prispeli Rimljani, so prevzeli in uporabili odvodnjavanje deževnice in zadrževanje potokov, ki so jih prvi začeli Etruščani.
Civita (ali mesto) je bila rojstna hiša svetega Bonaventure, ki je umrl leta 1274. Njegova rojstna hiša je že zdavnaj padla z roba pečine. Do 16. stoletja je mesto Civita di Bagnoregio začelo propadati, zasenčilo ga je nekdanje predmestje Bagnoregio.
Konec 17. stoletja sta bila škof in občinska vlada prisiljena preseliti se v Bagnoregio zaradi velikega potresa, ki je pospešil propadanje starega mesta. Takrat je bilo to območje del Papeške države. V 19. stoletju se je lokacija Civita di Bagnoregio spreminjala v otok in hitrost erozije se je pospešila, ko je bila na območju današnjega mostu dosežena plast gline pod tršim kamnom.
Bagnoregio je še naprej majhno, a uspešno mesto, medtem ko je starejše najdišče v italijanščini postalo znano kot La città che muore ('Umirajoče mesto'). Civita di Bagnoregio je šele pred kratkim začel  doživljati turistično oživitev. 
CNN je januarja 2020 'pretirani turizem' povezal z odločitvijo župana, da bo za vstop zaračunaval manjšo pristojbino, kar je povečalo oglaševanje in posledično prisotnost. CNN je tudi opozoril, da je mesto imelo več mačk kot svojih 12 človeških prebivalcev.
Edini dostop je brv iz bližnjega mesta, cestnina je bila uvedena leta 2013 in povečana avgusta. Civita je imela leta 2010 40.000 obiskovalcev, leta 2017 pa naj bi privabila 850.000 obiskovalcev. Zaradi cestnine so bili v Civiti in bližnjem Bagnoregiu ukinjeni komunalni davki, zaradi česar je Bagnoregio edino mesto brez komunalnih taks v Italiji.

## Težave
Mesto je znano po izjemnem položaju na vrhu planote drobnega vulkanskega tufa s pogledom na dolino reke Tibero. Stalno je v nevarnosti uničenja, saj se robovi planote zaradi erozije rušijo, zaradi česar stavbe propadajo, saj njihova osnovna podpora odpada. Od leta 2004 naj bi planoto okrepili z jeklenimi sidri, da bi preprečili nadaljnje geološke poškodbe.

### Arhitektura
Mesto je zelo občudovano tudi zaradi svoje arhitekture, ki je stara več sto let. Civita di Bagnoregio dolguje velik del svojega nespremenjenega stanja svoji relativni izolaciji; mesto je lahko vzdržalo večino vdorov sodobnosti in uničenja, ki sta jih prinesli dve svetovni vojni.
Mesto je bilo uvrščeno na seznam za spremljanje 100 najbolj ogroženih mest Svetovnega spomeniškega sklada v letu 2006 zaradi groženj erozije in neurejenega turizma.

## Zanimivosti
V vasi je več srednjeveških hiš; cerkev svetega Donata, ki gleda na glavni trg in znotraj katere je sveto leseno razpelo; palača Alemanni, muzej geologije in zemeljskih plazov;  škofova palača, mlin iz 16. stoletja; ostanki hiše, v kateri se je rodil sv. Bonaventura in vrata Santa Maria z dvema levoma, ki sta med tacama držala človeško glavo, v spomin na ljudski upor prebivalcev Civite proti družini Orvieto iz Monaldeschija.
Leta 2005 je bil predlog, da žlebovi Civite postanejo predmet lokalne zaščite.

## Gospodarstvo
Staro naselje je del združenja z imenom »I Borghi più belli d’Italia«. Zahvaljujoč svojemu geografskemu položaju in srednjeveškim zgradbam mesto vsako leto obiščejo številni turisti, že večkrat pa je bilo uporabljeno tudi za snemanje filmov

## Kultura

### Sveto razpelo iz Civite
Na Veliki petek se zgodi najbolj prisrčen dogodek v kraju: v cerkvi sv. Donata se med ganljivo slovesnostjo na krsto položi sveto razpelo, ki ga prenesejo v posvetni "Processione del Venerdì Santo di Bagnoregio" (Procesija Velikega petka Bagnoregia). Legenda pripoveduje, da je razpelo med epidemijo kuge, ki je leta 1449 prizadela celotno ozemlje okoli Bagnoredia, govorilo s pobožno žensko, ki je vsak dan hodila pred čaščeno podobo in prosila s svojimi molitvami za konec te agonije. Nekega dne, ko je ženska molila k Kristusu, je zaslišala glas, ki jo je pomiril rekoč, da je Gospod izpolnil njene molitve in da se kuga konča. In po nekaj dneh je bilo kuge konec, hkrati s smrtjo pobožne ženske.

### Dogodki
- V božičnem času se odvijajo jaslice; zgodbe o Mariji in Jožefu se odvijajo na srednjeveških ulicah.
- Prvo nedeljo v juniju in drugo v septembru na glavnem trgu pripravljajo posvetni Palio della Tonna (tonda v lokalnem narečju). V tem palio (navadno tekmovanje konj) se okrožja Civita medsebojno izzivajo na oslovskem hrbtu, ob podpori navijačev.
- Prvo nedeljo v juniju je prvi praznik, imenovan Maria SS. Liberatrice.
- Zadnji teden julija in prvi avgusta poteka Tuscia in Jazz festival s koncerti, seminarji in jam sessioni.
- Drugo nedeljo v septembru poteka drugi praznik, imenovan SS. Crocifisso

## V popularni kulturi
- Med številnimi filmi, posnetimi v Civiti so: I due colonnelli (Dva polkovnika) (komedija, 1963), režija Stefano Vanzina; epizoda Il prete filma Contestazione generale  (1970); epizoda filma Nostalgija (1983) v režiji Andreja Tarkovskega; mini serija Pinocchio v režiji Alberta Sironija, ki je bila na sporedu RAI 1 leta 2009; Questione di Karma (2017), režija Edoardo Falcone; Puoi baciare lo sposo (2018) v režiji Alessandra Genovesija.
- V Civiti so bili posneti začetni posnetki brazilske telenovele Esperança, ki so bili predvajani v Italiji leta 2002.
- Poleg tega je bila Civita Hayao Miyazaki navdih za izvedbo slavnega japonskega animiranega filma Grad na nebu (Tenkū no Shiro Rapyuta).